# John Ponsonby (5. hrabia Bessborough)
John George Brabazon Ponsonby (ur. 14 października 1809 w Londynie, zm. 28 stycznia 1880 w Bessborough House, niedaleko Pilltown w Irlandii) – brytyjski arystokrata i polityk, syn  Johna Ponsonby’ego, 4. hrabiego Bessborough i lady Marii Fane, córki 10. hrabiego Westmorland.
Wykształcenie odebrał w Charterhouse School w Surrey. W 1831 r. został wybrany do Izby Gmin z okręgu Bletchingley, ale jeszcze w tym samym roku zmienił okręg wyborczy na Higham Ferrers. Miejsce w Parlamencie stracił w 1832 r. Do Izby Gmin wrócił trzy lata później, reprezentując okręg Derby. W roku następnym został szeryfem i lordem namiestnikiem hrabstwa Carlow. Po śmierci ojca w 1847 r. odziedziczył tytuł hrabiego Bessborough i zasiadł w Izbie Lordów. 27 czerwca 1848 r. został członkiem Tajnej Rady. Był również dwukrotnie Lordem Stewardem Dworu Królewskiego w latach 1866 i 1868–1874.
8 września 1835 w Londynie, poślubił lady Frances Charlotte Lambton (16 października 1812 – 18 grudnia 1835), córkę Johna Lambtona, 1. hrabiego Durham i Harriet Cholmondeley. Małżeństwo to nie doczekało się potomstwa.
4 października 1849 r. poślubił lady Caroline Amelię Gordon-Lennox (18 czerwca 1819 – 30 kwietnia 1890), córkę Charlesa Gordon-Lennoxa, 5. księcia Richmond i lady Caroline Paget, córki 1. markiza Anglesey. Również to małżeństwo pozostało bezdzietne.
Hrabia zmarł w wieku 71 lat nie pozostawiając męskiego potomka. Jego tytuły przypadły jego młodszemu bratu. Pogrzeb 5. hrabiego Bessborough odbył się 3 lutego 1880 w Fiddown w Irlandii.